# Karin Rehbein

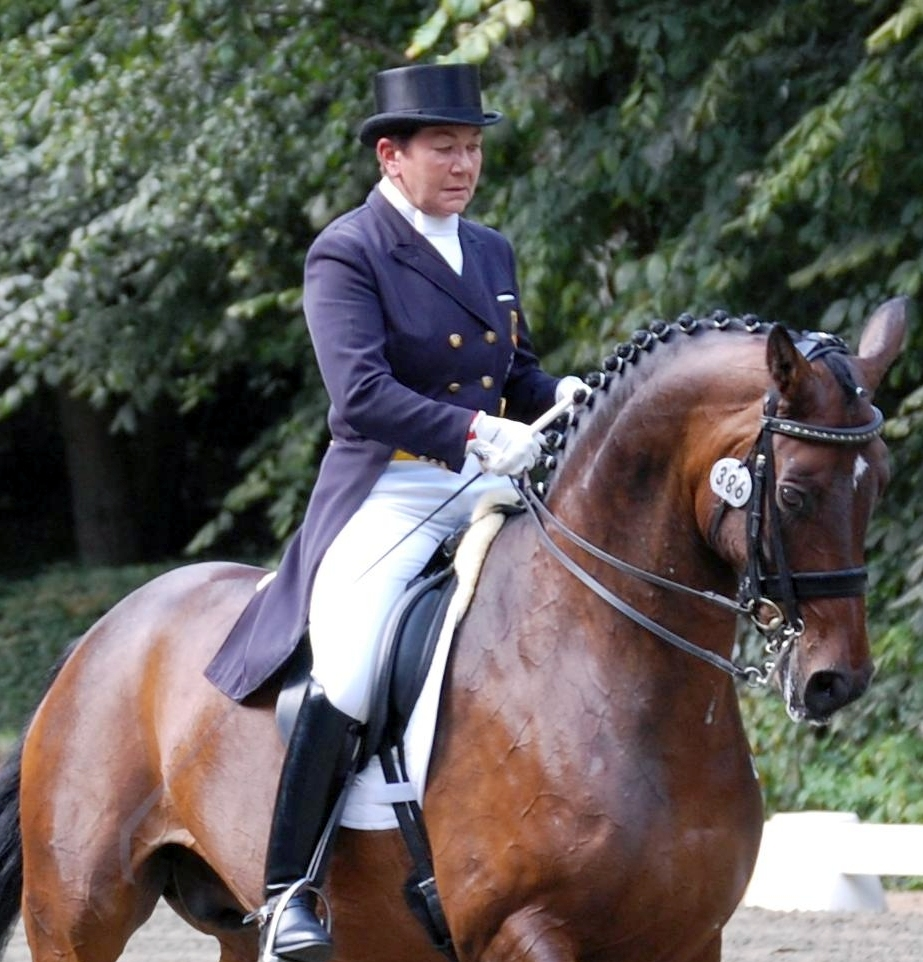
Karin Rehbein, em 2011.

Karin Rehbein (nascida em 30 de março de 1949 em Aurich) é uma cavaleira de adestramento alemã. Juntamente com o cavalo Donnerhall, Rehbein ganhou várias medalhas em campeonatos internacionais durante a década de 1990.